# Niższe Seminarium Duchowne Archidiecezji Poznańskiej
Niższe Seminarium Duchowne Archidiecezji Poznańskiej – czteroletni zakład wychowawczo-naukowy; prywatna szkoła prowadzona przez archidiecezję poznańską, realizująca program dostosowany do programu publicznego liceum ogólnokształcącego, ale nie posiadająca praw szkoły publicznej. Placówka funkcjonowała w latach 1949–1960, siedziba główna mieściła się w Wolsztynie, a dyrektorem był ks. Teodor Lerch.

## Historia
Niższe Seminarium Duchowne Archidiecezji Poznańskiej założył w 1949 r. arcybiskup poznański Walenty Dymek. „Regulamin wychowanków” określał jego status jako „zakład wychowawczo-naukowy dla chłopców pragnących zostać kapłanami katolickimi Archidiecezji Poznańskiej”. Jego pierwszą siedzibą był Ostrów Wielkopolski, a po niecałych trzech miesiącach przeniesiono je do Wolsztyna. Ponadto w latach 1951–1954 istniał oddział (filia) w Gostyniu, przeznaczony dla młodszych alumnów. 
W 1952 zakład formalnie przekształcono w „oddział humanistyczny” Arcybiskupiego Seminarium Duchownego w Poznaniu. Decyzja ta nie zmieniła niczego w wewnętrznej strukturze NSD, lecz jedynie stanowiła zabieg formalny mający uchronić szkołę w związku z sukcesywną likwidacją niższych seminariów duchownych przez władze komunistyczne.
W latach 1949–1957 zakład funkcjonował jako prywatna szkoła nieposiadająca uprawnień szkoły publicznej. Jej ukończenie, jak i ukończenie poszczególnych klas, nie dawało żadnych praw do szkół średnich lub wyższych. Na zakończenie edukacji alumni przystępowali do wewnętrznej matury, która nie była honorowana przez państwo, dawała jednakże prawo wstąpienia do Arcybiskupiego Seminarium Duchownego. Jedynie w 1957, na podstawie zarządzenia ministra oświaty, absolwentom umożliwiono przystąpienie do państwowej, eksternistycznej matury.
W latach 1957–1960 alumni NSD uczęszczali do miejscowego liceum ogólnokształcącego (wówczas w ramach Państwowej Szkoły Ogólnokształcącej Stopnia Podstawowego i Licealnego), zaś seminarium pełniło formalnie rolę internatu. W 1960, wobec braku zgody władz na przedłużenie umowy z liceum, seminarium ponownie rozpoczęło działalność w dawnej formule szkoły prywatnej z własnym studium. Po kilku dniach funkcjonowania w tym kształcie, zostało ono definitywnie zlikwidowane przez władze państwowe, zaś jego gmach przejęto na potrzeby służby zdrowia.
Szacuje się, że w ciągu 11 lat działalności szkołę ukończyło ok. 200 absolwentów, spośród których większość (do 1959 – 134) wstąpiło później do wyższych seminariów duchownych, a co najmniej 103 zostało księżmi.

## Absolwenci[12]
- kard. Zenon Grocholewski
- abp Juliusz Paetz
- bp Stanisław Napierała
- bp Józef Zawitkowski